# 133891 Jaesubhong
133891 Jaesubhong este o planetă minoră (asteroid) din centura de asteroizi. A fost descoperită pe 20 august 2004 la Catalina Station⁠(d) de Catalina Sky Survey. 
Obiectul prezintă o orbită caracterizată de o semiaxă mare de 2,3454961915151 UAi, o excentricitate de 0,16, o înclinație de 6,8 ° în raport cu ecliptica.